# Bolszoj Monok
Bolszoj Monok (ros. Большой Монок) – wieś w Rosji, w Chakasji, w rejonie biejskim. W 2010 liczyła 570 mieszkańców.